# اوسيبيو دا سان جورجيو

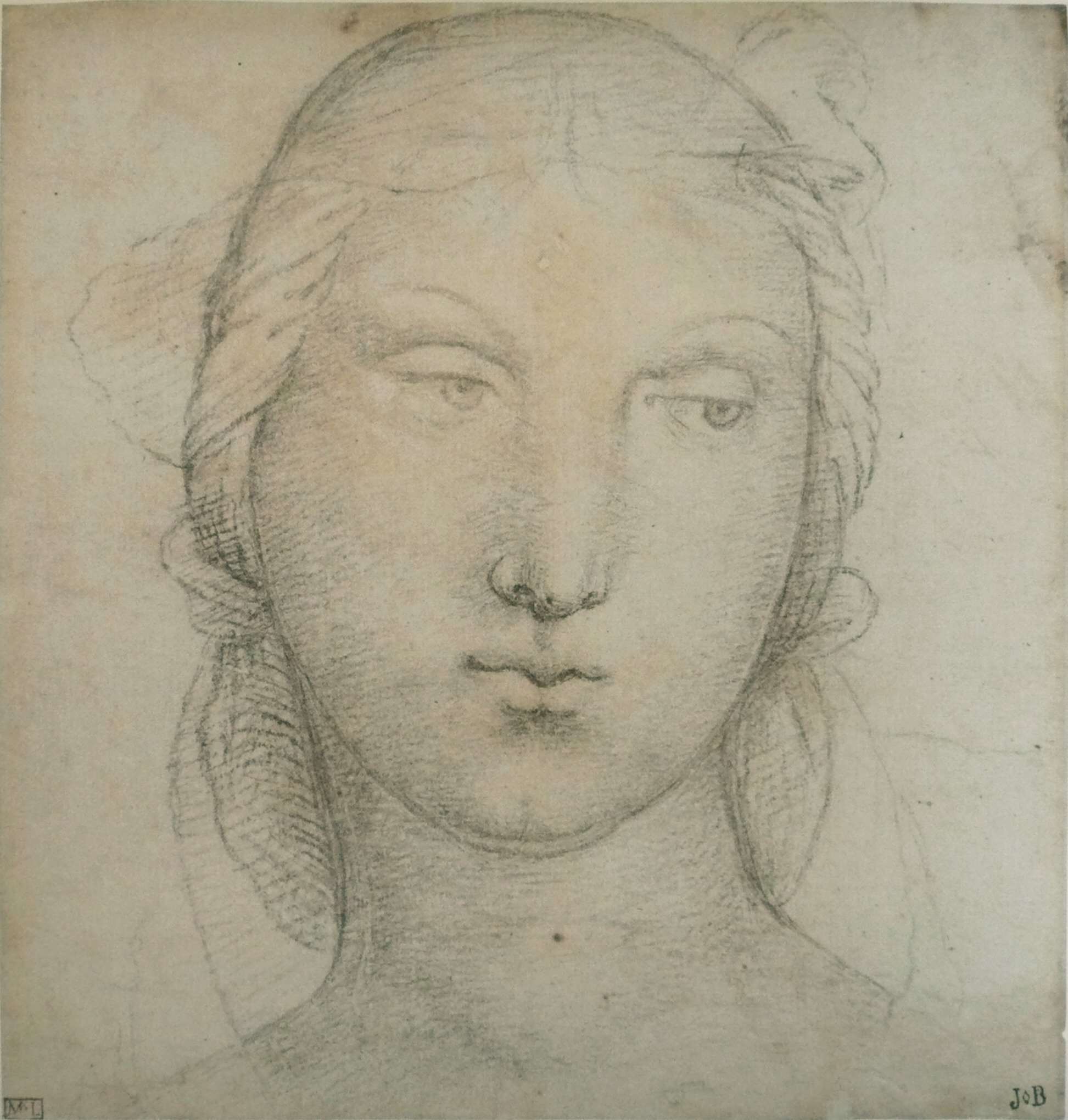
رأس امرأة جميلة، العمل منسوب لاوسيبيو دا سان جورجيو بمتحف اللوفر، قسم الرسوم الفنية

اوسيبيو دا سان جورجيو (1470 - 1550) هو رسام إيطالي من عصر النهضة. اشتهر أيضا بـ«اوسيبيو دي جاكوبو دي كريستوفورو دا سان جورجيو». ولد في بيرودجا. كان أحد تلامذة الرسام بيترو بيروجينو.